# 안수례

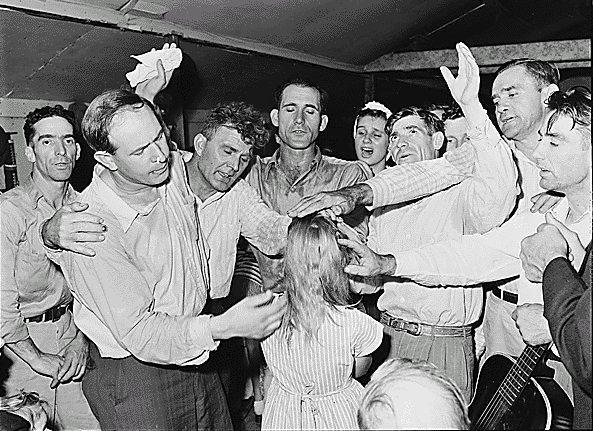
1946년

안수례(按手禮)는 수임자(受任者)의 머리 위에 손을 얹는 기독교의 의식이다.
개신교에서 목사를 임명할 때, 안수례를 하기도 한다. 안수례를 받지 않은 사람은 세례·성찬식을 받을 수가 없고, 목사로 취임할 수도 없는 규정을 가진 교회도 있으나 모든 프로테스탄트가 그러한 것은 아니다.
로마 가톨릭 교회에서는 서계의 비적(秘跡)이라고 하여 주교서계에는 세 사람 이상의 주교가, 그리고 사제(司祭)서계에는 주교와 다른 사제들이 참가하고, 조제(助祭,부제)서계에는 주교만이 후보자의 머리에 손을 얹고 기도를 드린다.

## 같이 보기
- 기름부음
- 구마 (종교)
- 최면
- 수기치료
- 영기
- 방언 (종교)
- 영성
- 미신
- 스콧 모리슨